# Osservatorio di Kitt Peak
L'osservatorio nazionale di Kitt Peak (in inglese Kitt Peak National Observatory, KPNO) è un osservatorio astronomico statunitense, sito a 2,096 m sul Kitt Peak, nei monti Quinlan del deserto di Sonora, ad 88 km da Tucson, in Arizona. L'osservatorio è parte del National Optical Astronomy Observatory, sebbene alcune delle strutture presenti appartengano anche ad altri gruppi.
L'osservatorio si compone, infatti, di 26 telescopi indipendenti.

## Storia

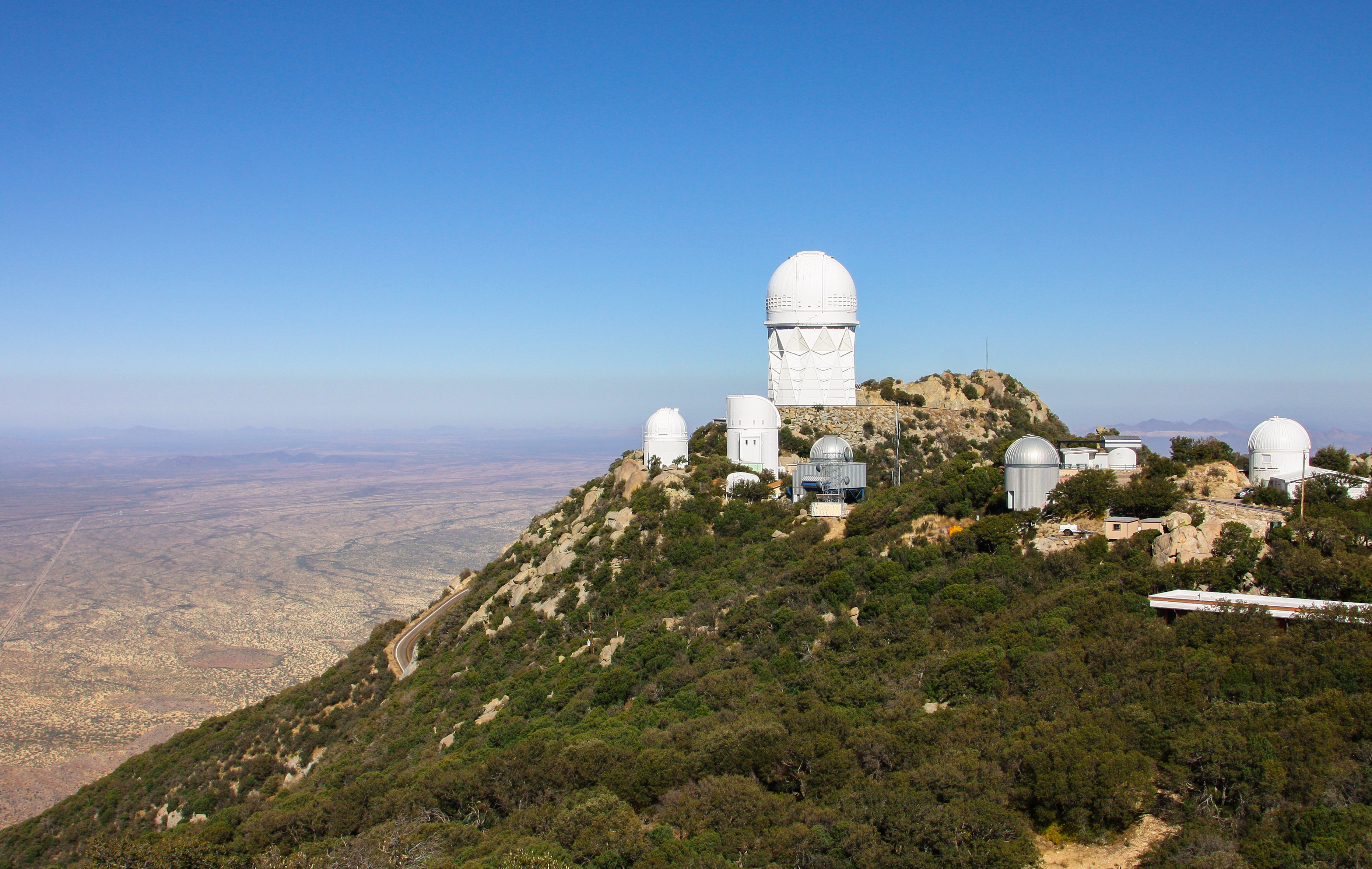
È ben visibile nell'immagine il telescopio Mayall, il più grande presente nel sito.

La sede del nuovo osservatorio nazionale fu selezionata da Aden B. Meinel nel 1958 per conto della National Science Foundation (NSF). La terra fu affittata dai nativi americani Tohono O'odham, per un quarto di dollaro per acro l'anno, con accordo perpetuo.
Il secondo direttore fu Nicholas U. Mayall, dal 1960 al 1971. Nel 1982 fu costituita la National Optical Astronomy Observatory (NOAO) per amministrare gli osservatori di Kitt Peak, Sacramento Peak (nel Nuovo Messico) e Cerro Tololo (in Cile).
Nel 2005, la popolazione nativa dei Tohono O'odham hanno mosso un'azione legale contro la National Science Foundation per impedire la costruzione di un rilevatore di raggi gamma nel Giardino dello Spirito I'itoi, considerato sacro dai Tohono O'odham stessi, sito poco sotto la vetta del monte.

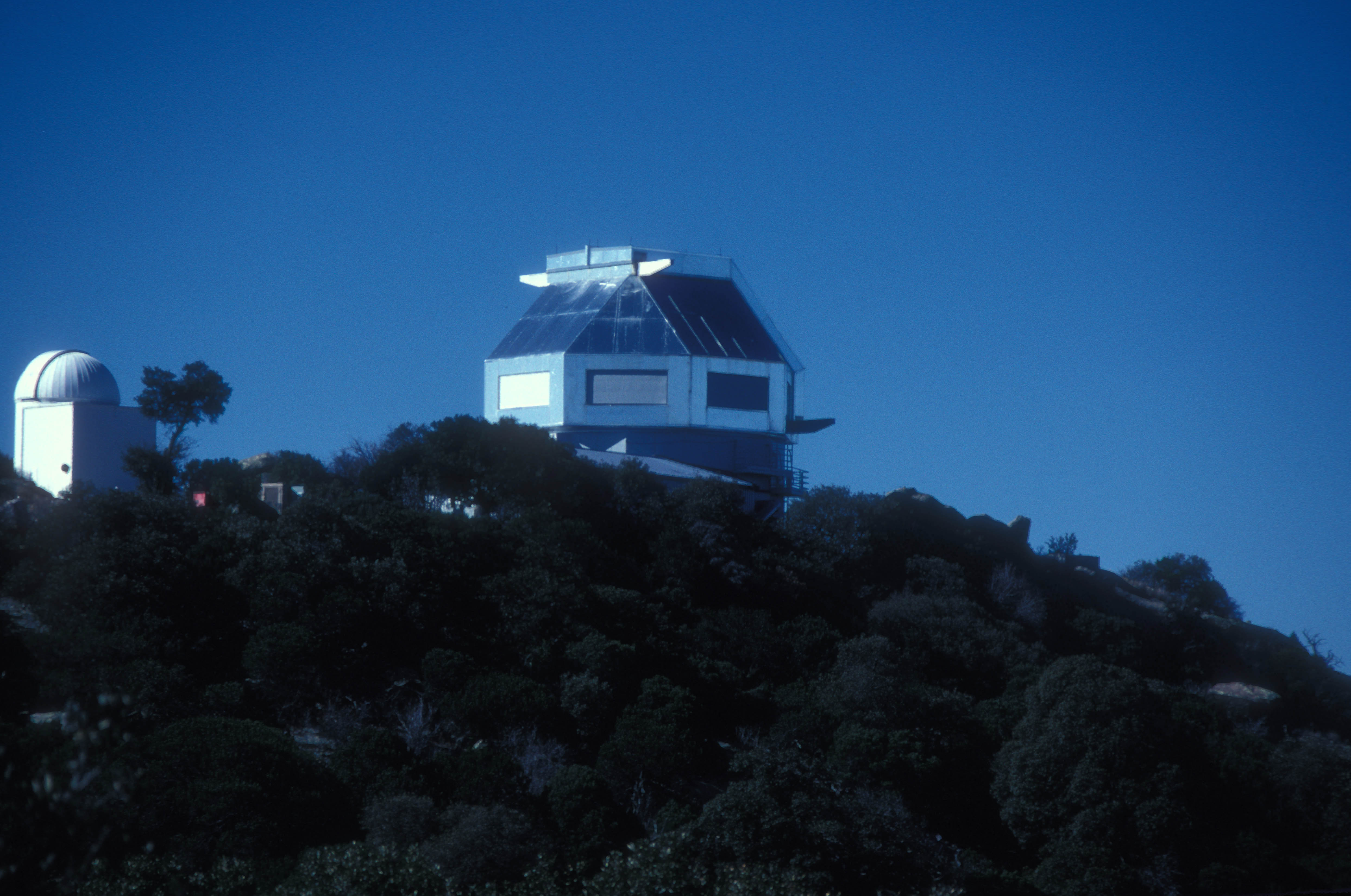
Il telescopio WYN

Kitt Peak ospita una serie di programmi per il pubblico a cui partecipare:
- ogni giorno, ci sono tre tour guidati dal personale, che parlano della storia dell'osservatorio e fanno un giro in un grande telescopio di ricerca;
- ogni notte, il Kitt Peak Visitor Center ospita il suo programma di osservazione notturna, che consente ai visitatori di arrivare nel tardo pomeriggio, guardare il tramonto e utilizzare binocoli e telescopi per vedere il cosmo;[2]
- l'Advanced Observing Program (AOP) è un programma per astrofili avanzati che consente un tour di una notte intera con uno dei telescopi del centro visitatori. Gli ospiti possono scegliere di eseguire l'acquisizione di immagini DSLR, l'acquisizione d'immagini CCD o semplicemente osservare le immagini con il loro occhio al telescopio.[3]

## Strumenti

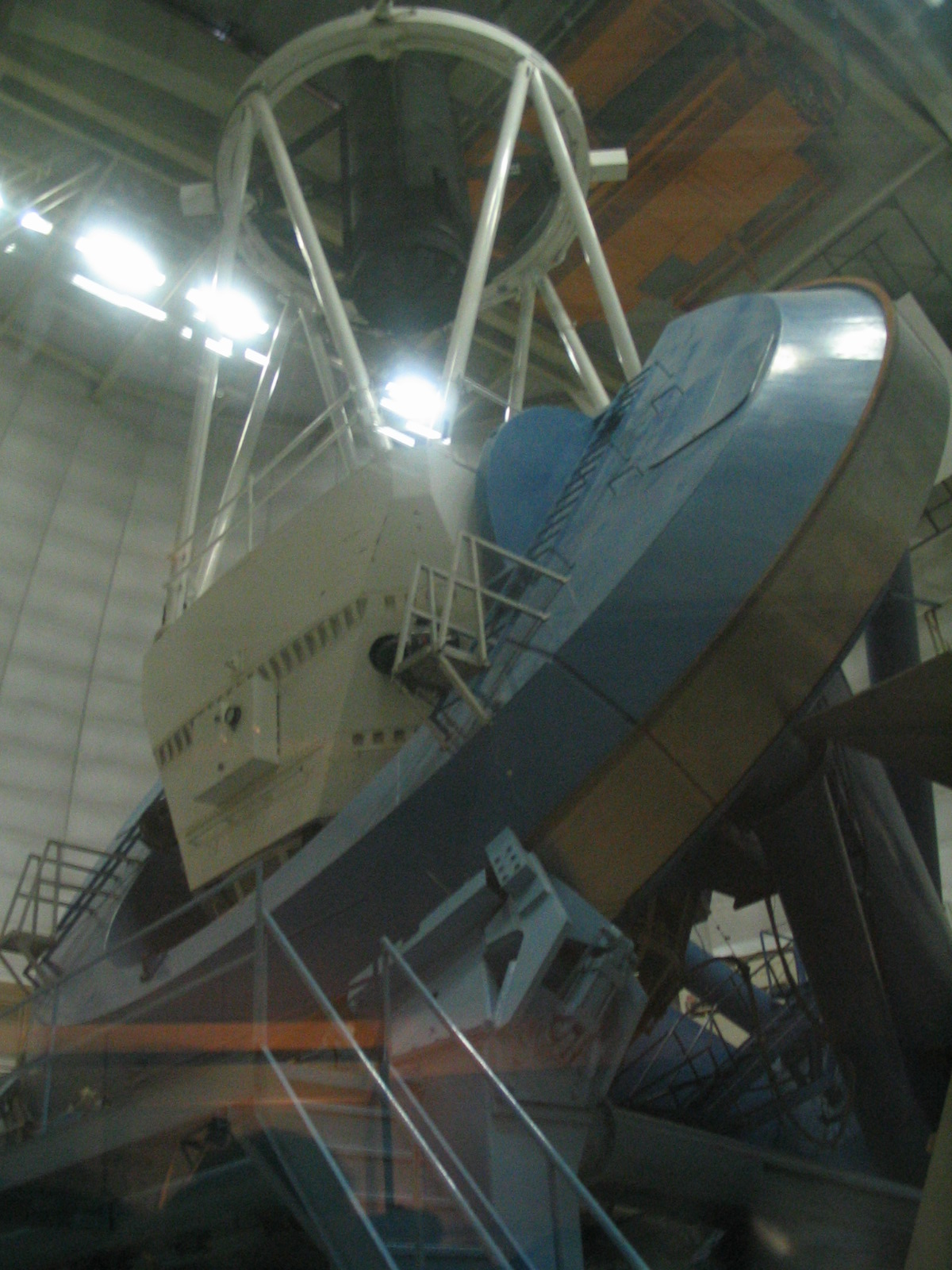
Il telescopio Mayall

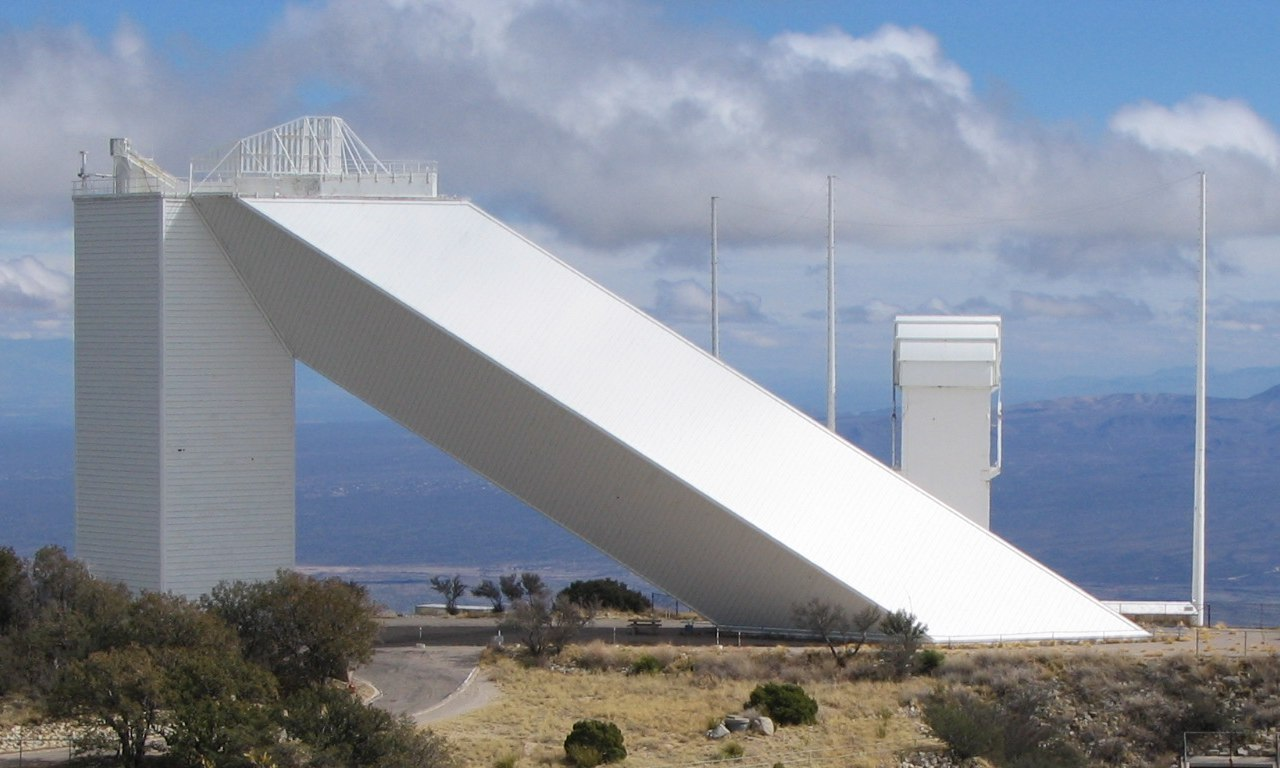
Il telescopio solare McMath-Pierce.

Gli strumenti principali sono il "telescopio Nicholas U. Mayall" da 4 metri di diametro, il telescopio WIYN - diretto dal WIYN Consortium costituito dall'Università del Wisconsin-Madison, dall'Università dell'Indiana, dall'Università di Yale e dal NOAO - di 3,5 metri ed il telescopio McMath-Pierce dedicato allo studio solare. Questo telescopio solare è il più grande al mondo e la sua struttura presenta in cima un'eliostato (dispositivo atto a seguire la posizione del sole) da cui si riflette la luce verso una galleria inclinata e profonda 50 m; in fondo alla galleria si trova lo specchio da 1,6 m che riflette la luce fino ad uno specchio situato all'altezza del suolo, da cui infine viene riflessa verticalmente in uno spettrografo.
Nella sede dell'osservatorio è inoltre presente il radiotelescopio ARO da 12 metri, oltre ad uno da 25 metri del VLBA.
L'osservatorio di Kitt Peak è famoso per ospitare il primo telescopio (un riflettore da 91 cm) utilizzato per la ricerca di asteroidi near-Earth.